# Francisco Frías Valenzuela
Francisco Javier Frías Valenzuela (Parral, 24 de mayo de 1900 - Ñuñoa, 13 de enero de 1977) fue un pedagogo e historiador chileno, autor de famosos manuales de historia de Chile y universal, que siguen siendo usado por alumnos hasta el día de hoy.

## Biografía
Es hijo de Francisco Frías y Sabina Valenzuela. Sus estudios primarios los realizó en el Instituto Nacional y en el Liceo de Aplicación del cual egresó en 1918. Luego ingresó a estudiar Derecho en la Universidad de Chile, pero luego se trasladó al Instituto Pedagógico del cual se tituló de profesor de historia y geografía. Enseñó en el Internado Nacional Barros Arana, en el Liceo Manuel Barros Borgoño, y como profesor auxiliar del instituto pedagógico de la Universidad de Chile, hasta que jubiló en 1953. Perteneció a la Sociedad Nacional de Profesores y a la Sociedad Chilena de Historia y Geografía. Falleció en 1977.
Sus manuales son obras que tienen una gran capacidad de síntesis y que predican la historia clásica, de hechos políticos y militares. Su popularidad fue tal que fueron declarados textos de uso oficial para los estudios de humanidades. Si bien fueron manuales sólidos para su época, hoy están superados por los acontecimientos de las últimas décadas, lo que conlleva a que el uso de aquellos, suscite críticas por parte de los actuales pedagogos.

## Libros
- 1933 - Historia general según el nuevo programa del IV, V y VI año de humanidades
- 1935 - Época contemporánea: América y Chile
- 1936 - Prehistoria y Antigüedad
- 1953 - Edad Media y tiempos modernos, geografía de Europa y América
- 1958 - Historia y Geografía: Acompañada de lecturas históricas y cuadros resúmenes, Volumen 1
- 1947 - Historia de Chile: Los orígenes - Volumen 1
- 1960 - Historia General
- 1966 - Manual de Geografía de Chile: puesta al día y de acuerdo con los nuevos programas (Describe la geografía física, humana, y económica.)
- 1967 - Geografía General
- 197? - Ciencias Sociales e Históricas: 8.º año básico (coautores: Sonia Haeberle Bocaz, Olga Giagnoni Mack, Gustavo Canihuante Toro)
- 1970 - Ciencias Sociales e Históricas: 8.º año de educación general básica acompañado de cuadros resúmenes y cuestionarios (coautores: Sonia Haeberle Bocaz, Olga Giagnoni Mack)
- 1970 - Geografía general acompañada de cuestionarios: educación media
- 1971 - Ciencias sociales: 2.º educación media
- 1972 - Ciencias sociales. 3.º educación media (coautor Aglae Garbarini Valle, Gustavo Canihuante Toro)